# Conjunt d'habitatges al carrer del Remei, 39-49 (Vic)
El Conjunt d'habitatges al carrer del Remei, 39-49 és una obra barroca de Vic (Osona) inclosa a l'Inventari del Patrimoni Arquitectònic de Catalunya.

## Descripció
Edificis civils. Conjunt de cases d'habitatges, sis, que presenten la mateixa estructura. Són entre mitgeres llevat de la de l'extrem del carrer, que fa xamfrà. En aquest indret el capcer és triangular i amb diverses obertures distribuïdes sense cap ordre. La façana principal deixa veure la gradació de l'alçada dels pisos que disminueixen amb l'alçada. Consten de planta baixa i dos pisos. A la planta s'obren portals rectangulars, al primer pis hi ha finestres i balcons, elements que es repeteixen al segon però de mida més reduïda.
Cal remarcar l'emmarcament de les obertures, de pedra, i les baranes de forja. Els ràfecs presenten el mateix voladís però diferent alçada. L'estat de conservació és bo, llevant de la núm. 45, que no ha estat restaurada.

## Història
Els orígens d'aquests edificis pot situar-se l'any 1789, amb reformes i intervencions al segle xix i XX, com es pot apreciar a les façanes.
L'origen més remot del carrer del Remei es troba en la construcció de l'oratori a l'extrem del c/ Sant Pere als segles xiii i xiv, lloc de culte que va desaparèixer al segle xviii quan es feu el traçat de la carretera de Sentfores. Aleshores el temple es traslladà a l'altre extrem de l'actual c/ del Remei i s'hi bastí una església de franciscans al segle xviii fins que la incendiaren al 1936. El 1958 es construeix un nou temple, l'actual.
El carrer va patir l'aiguat de 1863, que va malmetre gran part de les cases.